# نوء عملاق
النوء العملاق (الاسم العلمي: Macronectes)، جنس طيور بحرية من فصيلة خطافات البحر. يضم نوعين نوء عملاق جنوبي ونوء عملاق شمالي، يقتصر وجودها على نصف الأرض الجنوبي.